# Thout
Thout, ook bekend als Tout is de eerste maand van de Koptische kalender. Het valt tussen 11 september en 10 oktober van de gregoriaanse kalender. De maand Thout is ook de eerste maand van het seizoen 'Akhet' (Inundatie) in het oude Egypte, wanneer de overstroming van de Nijl het land van Egypte bedekt. De naam van de maand Thout is afkomstig van Thot, de oude Egyptische god van de wijsheid.